# T.A.T.u.
t.A.T.u je bio ruski duet kojeg su činile Lena Katina i Julija Volkova. Grupa je osnovana 1999. od Ivana Shapovalova u Moskvi. Lena i Julija su prethodno bile predstavljene kao lezbijski duet, no njihov dokumentarac Anatomija t.A.T.u. iz 2003. godine pojasnio je da je to bio samo dio imidža grupe i da one nisu bile lezbijke. Duet je prestao s radom 2014. godine, a Julija i Lena fokusirale su se na samostalne karijere.

## Povijest t.A.T.u.-a

### 1990. – 2000.: Osnivanje grupe t.A.T.u.
Ivan Šapovalov i njegov prijatelj i poslovni partner Aleksandr Vojtinskij su razvili plan da stvore glazbeni projekt u Rusiji. 
Na kraju audicije, krug se suzio i ostalo je samo 10 djevojaka. Konačno su izabrane dvije djevojke, bivše članice grupe Neposedi, Lena Katina i Julija Volkova.
Nakon osnivanja dueta, producenti su izabrali ime Тату (Tatu), skraćenu verziju imena Eta devuška ljubit tu devušku, što znači Ova djevojka voli tu djevojku.
Nakon što su izdali prvi album na engleskom jeziku, promijenili su ime u t.A.T.u. jer je već postojao australski sastav imena Tatu.
Duet je počeo snimati pjesme sa svojim producentima, a u međuvremenu je Vojtinskij napustio projekt. Šapovalov je odlučio postaviti Elenu Kiper za pomoćnog producenta i autora tekstova njihovog debitantskog albuma.

### 2000. – 2003.: 200 km/h in the Wrong Lane /200 Po Vstrechnoy
Godine 2002. t.A.T.u. objavljuje svoj debitantski album na engleskom jeziku 200 km/h in the Wrong Lane koji uključuje hitove All the Things She Said i Not Gonna Get Us.
Album je dosegao prvo mjesto na mnogim svjetskim ljestvicama.
Dobio je priznanja u mnogim zemljama uključujući europske zemlje, Aziju, Australiju i Ameriku.
Do danas je ovo najuspješniji album koji je t.A.T.u. objavio.

### 2003. – 2005.: Predah / Ponovno formiranje
Dana 24. svibnja 2003. t.A.T.u. su predstavljale Rusiju na Euroviziji gdje su završile na trećem mjestu. 
U rujnu 2003. godine objavljen je album t.A.T.u. Remixes s dvije nove pjesme koje su popratili i dva nova spota. 
Dvije nove pjesme su bile Prostye Dviženija i Ne Ver Ne Bojsja, Ne Prosi
DVD kompilacija t.A.T.u. spotova i drugih videa pod nazivom Screaming for More objavljena je u studenom 2003. godine.
Dana 12. prosinca iste godine na ruskoj je televiziji prikazan dokumentarni film Anatomija t.A.T.u. u kojem je otkriveno kako djevojke nisu lezbijke.
Od siječnja do ožujka 2004. godine ruski program STS prikazivao je reality show Podnebesnaja od 13 nastavaka koji je pratio grupu tijekom snimanja njihovog drugog albuma s producentom Ivanom Šapovalovim. Djevojke su snimile nekoliko pjesama od kojih su neke uključene u njihov drugi album. Samo nekoliko mjeseci nakon prikazivanja reality show-a, Katina i Volkova su napustile Šapovalova žaleći se kako je kvaliteta glazbe preniska i kako Šapovalov samo smišlja kako stvoriti nove skandale. Volkova je rekla "On provodi vrijeme smišljajući skandale umjesto da se bavi našim umjetničkim radom. Sigurna sam da bi naši fanovi radije slušali nove pjesme nego nove skandale."
Dana 23. rujna 2004. Volkova je rodila kćer i ubrzo nakon toga se vratila u studio s Katinom.

### 2005. – 2006.:Lyudi Invalidy/ Dangerous and Moving
U kolovozu 2005. godine objavljeni su singlovi albuma na ruskom i engleskom jeziku All about us i Lyudi invalidi
t.A.T.u. su objavile svoj drugi album na engleskom jeziku Dangerous and Moving 5. listopada 2005. godine a njegov je ruski duplikat Lyudi Invalidy izašao 19. listopada 2005. godine.
Drugi singl je bio Friend or Foe. Nedugo zatim menadžment grupe je zamijenio bubnjara Romana Rateja i postavio Steve Wilsona. Priključen je i novi basist Domen Vajevec.

### 2007. – 2009.:Vesyolye Ulybki
Dana 21. listopada 2008. objavljen je album Veselyje ulybki na ruskom jeziku, uključujući singlove Belyj Plaščik, 220 i Snegopady.
Dana 28. studenog t.A.T.u dobiva nagradu Legend of MTV na MTV Russia Music Awards-ima 2008.
Djevojke su nastupile na specijalnom koncertu 10. svibnja na glazbenom festivalu Pjesma Eurovizije 2009.

### 2009 – 2010: Waste Management / Predah
Dana 13. srpnja 2009. objavljena je engleska verzija singla Snegopady (Snowfalls), a 30. studenog White Robe.
Engleski album Waste Management (ruska verzija albuma Vesyolye Ulybki) objavljen je 15. prosinca 2009 i to je sveukupno šesti t.A.T.u.-ov album.
Dana 13. travnja 2010. objavljena je i engleska verzija singla 220 (Sparks) na YouTube-u.
Dana 3. ožujka je na MySpace stranici t.A.T.u.-a izjavljeno da se sastav stavlja u drugi plan te da djevojke rade na samostalnim projektima.
Lena Katina je održala svoje prve solo nastupe 30. svibnja i 12. srpnja, Na kojima je pjevala i njihove zajedničke pjesme. Julia je izrazila svoje mišljenje o Leninoj solo karijeri u intervjuu: "[Lena] ima pravo na to [pjevati t.A.T.u. pjesme], ali to je tako glupo, jako glupo. Ako započinješ solo karijeru, to znači da radiš svoj rad. Mislim da, stvari koje ona radi, su smiješne i ubrzo će joj karijera presahnuti i nestati."
Lena je odgovorila na taj intervju u videu preko svoje YouTube stranice: "Vidjela sam Julijin intervju. Naravno da sam se uzrujala. Ali želim reći svakome da ja imam sasvim drukčiji stav prem toj cijeloj situaciji, uključujući julijin projekt. Vjerujem da je jako talentirana osoba i iskreno se nadam da će biti uspješna u svim stvarima koje planira. Pretpostavljam da su neki od vas čekali na moj komentar o ovome, pa je to bio komentar na situaciju i na raspravu na forumu."

### 2011.
Na početku 2011. objavljeni su datumi izlaska filma You and I u kojem glume t.A.T.u. Premijera filma je zakazana za 25. siječnja u Moskvi i za 3. veljače u ostalim državama.

## Članovi sastava
- Julija Volkova
- Lena Katina
- Sven Martin – klavir
- Troy MacCubbin – gitara
- Steve Wilson – bubnjevi
- Domen Vajevec – bas
- Roman Ratej – bubnjevi

## Diskografija
| Godina | Album                                                            | Pušten u prodaju    |
| ------ | ---------------------------------------------------------------- | ------------------- |
| 2001.  | 200 po vstrečnoj (200 по встречной) - Prvi ruski studijski album | 21. svibnja 2001.   |
| 2002.  | 200 km/h in the Wrong Lane - Prvi engleski studijski album       | 10. prosinac 2002.  |
| 2005.  | Dangerous and Moving - Drugi engleski studijski album            | 10. listopada 2005. |
| 2005.  | Ljudi invalidy (Люди инвалиды) - Drugi ruski studijski album     | 19. listopada 2005. |
| 2008.  | Veselyje Ulybki (Весёлые улыбки) - treći ruski studijski album   | 17. listopada 2008. |
| 2009.  | Waste Management - treći engleski studijski album                | 15. prosinca 2009.  |

| Godina | Kompliacija              | Pušten u prodaju |
| ------ | ------------------------ | ---------------- |
| 2003.  | t.A.T.u. Remixes         | 26. rujna 2003.  |
| 2006.  | The Best                 | 7. rujna 2006.   |
| 2011.  | Waste Management Remixes | 29. ožujak 2011. |

## Filmografija
- You and I (2011.)

## Turneje
- 200 Po Vstrečnoj turneja (2001. – 2002.)
- Show Me Love turneja (2003.)
- Dangerous And Moving Promo turneja (2005. – 2006.)
- Dangerous And Moving turneja (2006. – 2008.)